# 合丹
合丹（羅馬化：Qada'an，?—?），蒙古帝国皇族，第二任蒙古大汗窝阔台的第六子，母为业里吉纳妃子。幼年时在察合台的斡鲁朵（宫帐）中被抚养长大。在蒙古和波斯史书中也称为合丹·斡兀里（Qada'an oγul，羅馬化：Qadān āghūr，突厥语“斡兀里”意为“王子”，见《史集》）。

## 生平
合丹早年从拔都西征奇卜察克，率军攻入斡罗思。蒙古大军围秃里思哥城，没有攻克，拔都派合丹与不里助攻，攻克後屠城。1241年蒙古第二次西征，分兵五路，攻打马加。合丹的大军从莫而陶越过山岭，进入脱兰吾西而伐尼，选派日耳曼六百人为向导。西行至滑拉丁，该城是木城，当地有内堡守御。大军攻破外城，俘虏和杀戮的人不可胜计，但内堡依然坚守。蒙古军暂时撤退，堡内之人出居外城，蒙古军突然返回，杀光外城居民，并用火炮攻陷内堡，城中的老弱均被杀。又从西面攻打生他马斯城，同样进行了杀戮，被札纳忒城也被攻破。至丕勒克，先驱赶马加人冲锋，再用斡罗斯人及库清人继续攻城，蒙古兵在后督战，尸体积满城堑，蒙古军踏着尸体登城，七日後城堡陷落。当时正值秋收，合丹下令暂停杀人，让民众收割作为军粮。同年冬，合丹与拔都合兵渡过秃纳河，围格兰城，架炮攻打，护以木栅，同时填埋城堑前进。城中人焚烧居室，在礼拜堂坚守拒敌，守城将领是西班牙人，勇敢有谋略，相持末下。合丹亲率所部追马加王不剌，但没有追上，此时窝阔台的死讯传到前线，于是率兵与拔都东返。 
蒙哥、忽必烈即位，合丹均有拥戴之功。窝阔台家族以长子贵由为首，与拖雷家族存在矛盾。窝阔台去世后，两大家族围绕汗位展开了政治斗争。窝阔台的子孙，只有合丹和阔端家族在贵由死后，协助拖雷家族的蒙哥登基，相较于其他窝阔台家族成员被蒙哥报复性处置，他们两家最终保住了自己的地位。据《元史》记载，蒙哥即位后，合丹的兀鲁思（封地）被安置在别失八里一带。在窝阔台家族中，投靠蒙哥一派的合丹兀鲁思和阔端兀鲁思位于窝阔台兀鲁思的东部，此时窝阔台兀鲁思已分裂为西部的反拖雷派和东部的亲拖雷派。
蒙哥亲征南宋时，合丹与哥哥哈剌察兒的儿子脱脱一起，代表窝阔台家族加入蒙哥的军队，但蒙哥在远征途中病逝。蒙哥去世后，忽必烈与阿里不哥为争夺统治权爆发内战，合丹选择支持忽必烈。中统元年（1260年）的上都忽里台大会上，参会者多为左翼的“左手五投下”“东道诸王”等实力派，而合丹与察合台家族的阿只吉作为少数右翼诸王代表，共同推举忽必烈登基。郝经在给贾似道的书信中，列举了忽必烈派的三位主要人物：合丹大王、摩歌大王、塔察国王，并提到合丹 “在先帝（蒙哥）驾崩后，率先推举（忽必烈）”。
合丹作为忽必烈派的左翼军，在西方战线立下战功。西方战线的战事始于阿里不哥的重要支持者之一阿蓝答儿率军南下，重创河西地区的阔端兀鲁思并占领河西一带面对阿蓝答儿的攻势，忽必烈派中曾一度出现放弃河西地区的提议，但最终忽必烈下令派遣以合丹为首的军队西征讨伐阿蓝答儿。合丹的军队与在陕西一带拥有势力的汪古部的汪良臣、按竺迩等人会师，最终由合丹、八春（Bačin）、汪良臣分别率领军团迎战阿蓝答儿军。合丹在姑臧抵御传阿蓝答儿、浑都海，合丹军与阿蓝答儿军对峙那天风势极大，汪良臣命令士兵下马用刀剑进攻，他亲自斩杀数十名敌兵，奋勇作战，使阿蓝答儿军陷入劣势。随后，合丹军在阿蓝答儿军的逃跑路线设下埋伏，大败敌军，最终斩杀主将阿蓝答儿、浑都海。《史集》明确记载是合丹斩杀了阿兰答儿。次年，从忽必烈征阿里不哥，在昔土木淖尔大战，阿里不哥败走。不久，合丹便去世了。

## 家族
与窝阔台家族的其他成员不同，合丹通过亲近拖雷家族保住了地位，但他的儿子们却选择与窝阔台家族的其他支系合作。合丹的儿子之一钦察，促成了窝阔台系海都家族与察合台家族的八剌建立同盟，为后来海都兀鲁思的建立发挥了重要作用。另一个儿子也孙脱依附于海都兀鲁思，后在海山（后来的元武宗）的进攻下，于阿尔泰山脉一带向元朝投降。向元朝投降后，合丹兀鲁思的首领之位由陇王火郎撒继承，其领地被认为安置在河西一带。

### 后代
关于合丹的子孙，以《元史》为代表的东方汉文史料与以《史集》为代表的西方波斯语史料记载存在差异。《元史》、《蒙古源流》等书记载其子五人：睹儿赤、也不（后代为陇王）、也速儿、也孙脱、火你。然而，波斯文史书《史集》记载其有七个儿子：覩爾赤、也速儿、钦察、合丹·兀不克、忽儿迷失、耶耶、阿只吉。此外，增补了《史集》世系的《五族谱》中，去掉了阿只吉，加入了也不干。覩尔赤、也速儿、也不干这三个名字在汉文史料中可对应，但其余儿子究竟是同一人的不同名称，还是完全不同的人，目前尚不清楚。根据出土文献比对二者均有漏记。在高昌故城挖掘出土、现藏于俄罗斯科学院的一份绵羊年（1259年，己未年，蒙哥汗九年）畏兀儿文“Qorumči oγul”的档案中，合丹有九子，分别为：
- 合丹（Qada'an oγul,قدان اغور/Qadān āghūr）
  - 覩爾赤（Dorǰi,دورجی/Dūrjī）
    - 小薛（Söse,سوسه/Sūse）
      - 星吉班（Singgibal）

    - 额思怯别（Askiba,اسکبه/Askiba）

  - 也速儿（Yesür,ییسور/Yīsūr）
  - 钦察（Qibčaq,قبچاق/Qibchāq）
    - （Quril,قوریل/Qūrīl）

  - 合丹·兀不克（Qada'an ubuk,قدان اوبوک/Qadān ūbūk）
  - 忽儿迷失（Qurmši oγul,قورمشی/Qūrmshī）
  - 耶耶（Yeye,ییه/Yeye）
    - 乌鲁克帖木儿（Örük temür,اورک تیمور/Ūrk tīmūr）
    - 也先帖木儿（Yiš temür,ایش تیمور/Yīsh tīmūr）

  - 也不干（Ebügen,ابوکان/Abūkān）
    - 火郎撒（Qorangsa）

  - 也孫脱（Yesün tu'a）
  - 火你（Qoniči）
    - 咬住（Yoǰu）
    - 那海（Noqai）

根据波斯文《突厥系谱》、《传记之友》等史书记载，元朝灭亡后的蒙古大汗中有乌鲁克帖木儿和阿台父子二人为其后裔。

## 延伸阅读
[在维基数据编辑]
 《新元史/卷111》，出自柯劭忞《新元史》

## 资料来源
- 《元史·宗室世系表》
- 《新元史》